# Nahir
Nahir, de son vrai prénom Rihan, né en 1998 au Blanc-Mesnil en Seine-Saint-Denis, est un rappeur et chanteur français originaire de Bobigny.
À 11 ans, il forme le groupe de rap LEDG avec deux amis, qui se sépare en janvier 2018. Il sort plusieurs singles et la série de freestyles Fin de couplet sous son label indépendant Araï Music avant de signer chez le label AWA de Kore en 2020.
Son premier projet, la mixtape Intégral, sort le 5 mars 2021, comprenant notamment des featurings avec Freeze Corleone, Hornet La Frappe, RK, Imen Es, Gradur et Frenetik.
Son premier album studio, Rihan, sort le 15 mars 2022, comprenant des featurings avec Lacrim, Dadju, Alonzo et Freeze Corleone.
La mixtape Intégral 2 #POV sort le 16 juin 2023, comprenant des featurings avec Vacra, Zkr, ElGrandeToto, Dinos et B.B. Jacques.
L'album R.S.L. sort le 31 janvier 2025, comprenant des featurings avec Vacra, Genezio, Freeze Corleone, Franglish, Guy2Bezbar, Malo et Soolking.

## Carrière

### Débuts et groupe LEDG
Nahir nait Rihan en 1998 au Blanc-Mesnil, en Seine-Saint-Denis, d'une mère algérienne et congolaise. Ainé d'une fratrie composée d'un autre frère et de trois sœurs, il grandit dans la cité de l'amitié à Bobigny, éduqué par sa mère et sa grand-mère,. Enfant, il écoute notamment Tupac et DMX avant de découvrir Booba et Rohff. Il commence à écrire ses premiers textes à 9 ans, puis à rapper à 11 ans au sein du groupe LEDG formé avec deux amis. LEDG fait la première partie de la Sexion d'assaut et participe au morceau Chaque matin du duo Key Largo, sorti le 28 janvier 2018, avant de se séparer durant le même mois.
Le 20 mars 2018 est publié Yanis, le premier titre de Nahir sur sa chaine YouTube. Il est suivi du vidéoclip de Fais le sorti le 4 avril 2018,.
Durant septembre 2018, le rappeur publie sur sa chaîne les quatre premiers clips de sa série de freestyle Fin de couplet, dont chaque vidéo correspond à un couplet,,.

### 2019: premières collaborations
Le 6 janvier 2019 sort le single Balisto. Nahir participe successivement au Planète Rap d'Hayce Lemsi sur le Freestyle New Trap avec Grizzly 942 et Key Largo le 1er janvier, au hors-série #TangoLeague #1 de l'émission Rentre dans le Cercle sortie le 10 juin,, à la compilation Game Over Volume 2 de 50k Editions sortie le 28 juin avec le titre H.V puis au freestyle COUVRE FEU sur OKLM Radio avec GLK et Kali le 4 juillet 2019.
Le freestyle Fin de couplet #5 sort le 7 octobre, suivi de Fin de couplet #6 le 24 octobre et de Hors Série #1 - Minuteur avec Key Largo le 21 novembre.

### 2020: label AWA
Nahir figure sur la liste des « 11 rappeurs à suivre » de l'année 2020 de Booska-P qui déclare à son propos : « sur une production criblée de basses, il martèle un egotrip et des phases violentes avec une grande confiance ». Le 5 février 2020 sort le freestyle Fin de couplet #7. Le 20 mars 2020 sort le vidéoclip de COVID-93 durant le confinement dû à la pandémie de Covid-19 en France.
En mai, en plus de son label indépendant Araï Music créé à 20 ans, Nahir signe chez le label AWA de Kore et sort un freestyle pour l'occasion,,. Le titre Fin de partie sort le 12 juin, suivi du single Danilo le 24 juillet, du freestyle Insta 21 sur Instagram le 10 août et de Fin de couplet #8 le 25 septembre.
Le 4 novembre 2020 sort le titre Moneygram en featuring avec Freeze Corleone à la fin duquel il annonce son premier projet, Intégral, suivi le 27 novembre du titre Paris-BX en featuring avec le rappeur belge Frenetik et du titre Ça va bien se passer le 16 décembre, certifié single d'or le 27 octobre 2022.

### 2021: MixtapeIntégral
Le 18 janvier 2021 sort le freestyle Boosk'Araï pour Booska-P, suivi le 29 janvier du single Le Bus dans lequel il annonce la date de sortie de sa mixtape, prévue pour le 19 mars. Le 8 février 2021, il inaugure une nouvelle série de freestyles sur Instagram avec Fin de drill #1, consacrée au genre de la drill,.
La mixtape Intégral sort le 5 mars 2021, soit deux semaines avant la date de sortie prévue à cause d'un leak de la part du distributeur digital. Elle comprend 18 pistes dont des featurings avec Freeze Corleone, Hornet La Frappe, RK, C.O.R, Nini Mess (son oncle), Rvzmo, Imen Es, Gradur et Frenetik, accompagnée de la sortie du vidéoclip Jamais le même jour,. Le projet ne sort qu'en version numérique et se vend à 2 480 exemplaires lors de sa première semaine. Le vidéoclip du single Le Choix en featuring avec Imen Es sort le 7 avril. Le freestyle Fin de couplet #9 sort le 16 juin.
La réédition d'Intégral sort le 21 juillet avec 5 titres additionnels dont 3 featurings avec ISK, RK et Naza, le clip du titre avec ce dernier, Oublier, sortant le même jour.
Nahir apparaît avec Soso Maness sur le titre Lewandowski de la bande originale du film En passant pécho produite par Kore et sortie le 12 mars 2021, sur le titre Rasoir figurant sur la bande originale de la deuxième saison de la série Or Noir sortie le 24 septembre, sur les titres C'est pas un film et Testarossa de l'album collectif Le Classico organisé sorti le 5 novembre 2021 et interprète le titre 93 degrés pour ColorsxStudios le 11 novembre,.
Le rappeur apparaît également avec Kofs sur le titre Dans la zone de la compilation NouvlR, Vol. 1 et en featuring avec DA Uzi et Kalash Criminel sur la réédition de l'album de ce dernier, Sélection naturelle, tous deux sortis le 12 novembre. Le 18 décembre sort le freestyle L'impossible représentant l'Arsenal Football Club en collaboration avec Adidas et tourné à Bobigny, son quartier d'enfance.

### 2022: AlbumRihan
Le 28 janvier 2022, il apparaît en featuring avec WaïV et GLK sur le titre Bizarre, piste bonus extraite de l'album Karma de ce dernier.
Le 11 février 2022, Nahir annonce la sortie de son premier album ; prévu pour le 11 mars et intitulé Rihan, il comprend 17 titres dont des featurings avec Lacrim, Dadju, Alonzo et Freeze Corleone. Le 17 février sort le freestyle Bosk'Araï 2 pour Booska-P. Le vidéoclip de Glock avec Lacrim sort le 7 mars 2022.
L'album Rihan sort le 15 mars 2022 et se vend à 1 210 exemplaires en soixante-douze heures et à 3 918 exemplaires en première semaine. Le vidéoclip du featuring avec Freeze Corleone, Moneygram Part.2, sort le 25 mars 2022.
Le 17 juin 2022 sort le vidéoclip de Décoller, ajouté à l'album Rihan,. Le 8 juillet 2022 sort 693, une collaboration entre Nahir et Sasso extraite de la compilation Game Over 3 - Terminal 1. Le 15 septembre 2022 sort Fin de couplet X, 10ème et dernier freestyle de sa série. Le 25 octobre 2022, il apparaît en featuring avec Doria sur le freestyle Infréquentable extrait de l'album de cette dernière, MDP Vol. 2.
Le 27 octobre 2022 sort le vidéoclip de La Porte, annonçant le prochain projet de Nahir intitulé Intégral 2.

### 2023: mixtapeIntégral 2 #POV
Le 8 mai 2023 sort le premier extrait d'Intégral 2, P.O.V. Le single Piranha en featuring avec Vacra sort le 26 mai 2023, accompagné d'un vidéoclip tourné à Kinshasa, certifié single de platine le 27 juin 2024. Le freestyle Boosk'Araï 3 pour Booska-P sort le 15 juin.
La mixtape Intégral 2 #POV sort le 16 juin 2023, contenant dix-sept titres dont des featurings avec Vacra, Zkr, ElGrandeToto, Dinos et B.B. Jacques. Le clip de Constat amer avec Zkr, faisant référence à une piste de l'album Dernier MC de Kerry James, sort le 23 juin.
Le 16 novembre 2023, Nahir dévoile un extrait inédit sur les réseaux.

### 2024
Nahir participe à la compilation Game Over 3 - Terminal 3 sortie le 3 mai 2024 avec le titre Futsal. Le 14 juin sort le single OTOMOTO accompagné d'un clip vidéo.
Le 1er juillet 2024 sort le vidéoclip No Pasaràn, référence au slogan antifasciste de la guerre civile espagnole, auquel Nahir participe avec une dizaine d'autres rappeurs en réaction au score élevé du Rassemblement national lors des élections législatives françaises de 2024. Certains passages du morceau sont considérés par la presse comme violents, misogynes et complotistes,,. Les fonds générés par les écoutes du titre doivent être reversés à la Fondation Abbé-Pierre.

### 2025
L'album R.S.L. (Rien Sans Lien) sort le 31 janvier 2025, contenant 17 pistes dont des featurings avec Vacra, Genezio, Freeze Corleone, Franglish, Guy2Bezbar, Malo et Soolking.

## Classements et certifications

### Albums et mixtapes
| Titre           | Année | Classement | Classement | Classement | Certification |
| Titre           | Année | FR         | BEL (WA)   | SWI        | Certification |
| --------------- | ----- | ---------- | ---------- | ---------- | ------------- |
| Intégral        | 2021  | 24         | —          | —          | —             |
| Rihan           | 2022  | 10         | —          | —          | —             |
| Intégral 2 #POV | 2023  | 9          | —          | —          | —             |

### Singles
| Année | Titre                                     | Classement | Classement | Certification           | Album                                    |
| Année | Titre                                     | FRA        | BEL (WA)   | Certification           | Album                                    |
| ----- | ----------------------------------------- | ---------- | ---------- | ----------------------- | ---------------------------------------- |
| 2021  | Moneygram (feat. Freeze Corleone)         | 60         | —          | —                       | Intégral                                 |
| 2021  | Le choix (feat. Imen Es)                  | 136        | —          | —                       | Intégral                                 |
| 2021  | Ça va bien se passer                      | 119        | —          | France (SNEP) : Or      | Intégral                                 |
| 2021  | Lewandowski (feat. Soso Maness)           | 145        | —          | —                       | Bande originale du film En passant pécho |
| 2022  | Glock (feat. Lacrim)                      | 68         | —          | —                       | Rihan                                    |
| 2022  | Claro que si (feat. Dadju)                | 96         | —          | —                       | Rihan                                    |
| 2022  | Moneygram, Part 2 (feat. Freeze Corleone) | 97         | —          | —                       | Rihan                                    |
| 2022  | Décoller                                  | 189        | —          | —                       | Rihan                                    |
| 2023  | Piranha (feat. Vacra)                     | 28         | —          | France (SNEP) : Platine | Intégral 2 #POV                          |